# 鸢尾蒜属
鸢尾蒜属（学名：Ixiolirion）是一种开花植物，原产于中亚和西南亚，它于1821年首次被描述为一个属。最近的分类将该属置于单子叶植物的天门冬目的鸢尾蒜科中，也是该科唯一的属。而在早期的分类系统中，它通常被归入石蒜科。

## 种
本属共有四个种：
1. 费尔干纳鸢尾蒜 Ixiolirion ferganicum Kovalevsk. & Vved. - 吉尔吉斯斯坦
2. 塔吉克鸢尾蒜 Ixiolirion karateginum Lipsky - 巴基斯坦、塔吉克斯坦
3. 准噶尔鸢尾蒜 Ixiolirion songaricum P.Yan - 新疆
4. 鸢尾蒜 Ixiolirion tataricum (Pall.) Schult. & Schult.f. - 阿尔泰边疆区、哈萨克斯坦、吉尔吉斯斯坦、塔吉克斯坦、土库曼斯坦、乌兹别克斯坦、阿富汗、巴基斯坦、伊朗、伊拉克、叙利亚、巴勒斯坦、西奈半岛、沙特阿拉伯、科威特、阿曼、波斯湾酋长国、克什米尔、新疆